# مبادرة اقتصاديات تدهور الأراضي

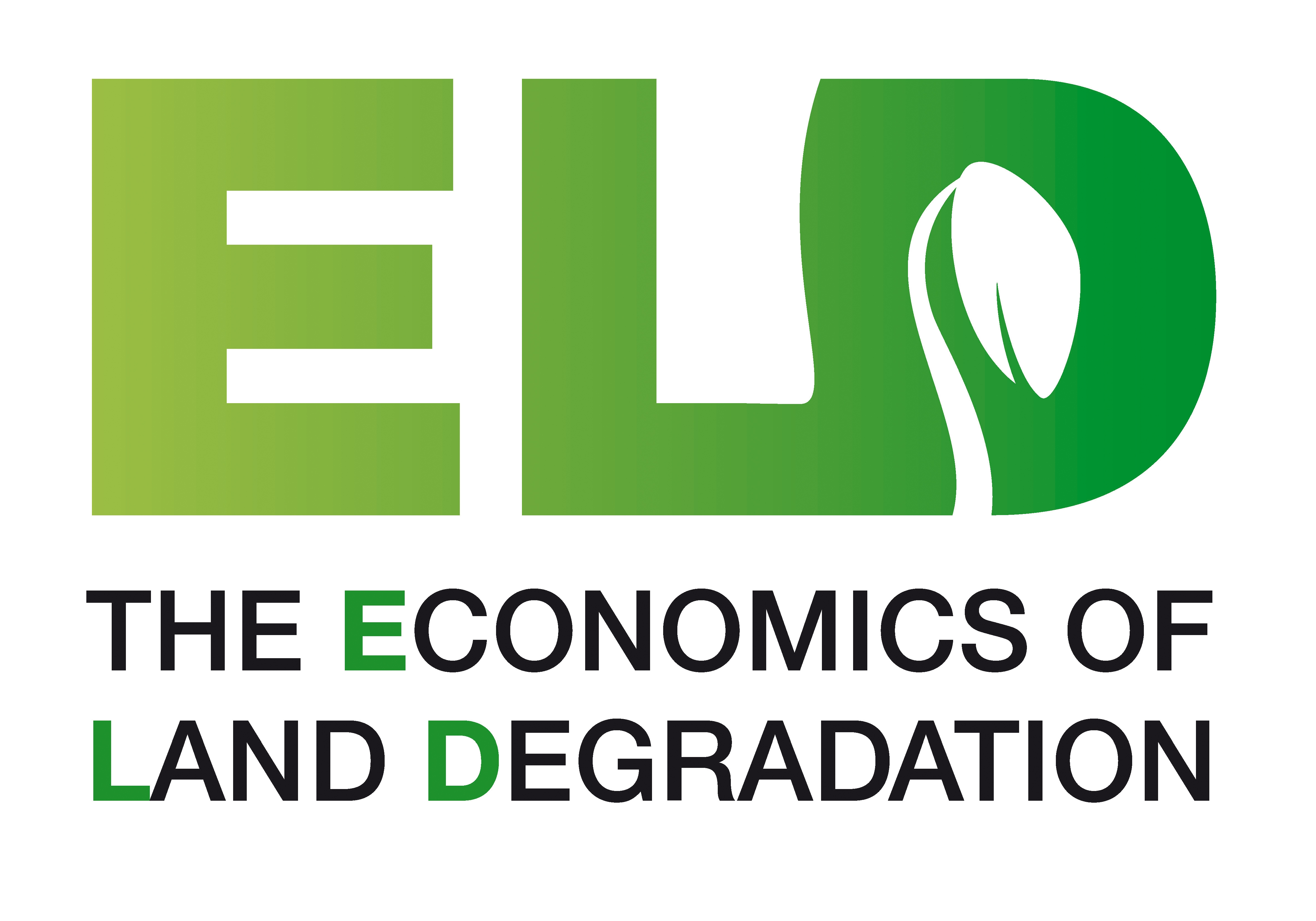

مبادرة اقتصاديات تدهور الأراضي (بالإنجليزية: Economics of Land Degradation Initiative)‏ التي تُعرف اختصاراً بـ ELD، هي مبادرة عالمية تهدف إلى زيادة الوعي بالعواقب الاقتصادية لتدهور الأراضي وتعزيز الإدارة المستدامة للأراضي. وتهدف لدراسة عالمية حول الفوائد الاقتصادية للأراضي وللنظم الإيكولوجية البرية.كما توفر مقاربة عالمية لتحليل اقتصاديات تدهور الأراضي. وأيضاً تهدف لجعل اقتصاد تدهور الأراضي جزءً لا يتجزأ من استراتيجيات السياسات واتخاذ القرارات من خلال زيادة الوعي السياسي والعام للتكاليف والفوائد من الأراضي والنظم الإيكولوجية البرية.

## الخلفية
يهدد تدهور الأرض وتصحرها معيشة الناس على المستوى العالمي. 20 مليون هكتار من الأرض الخصبة يتدهور كل عام. وحوالي ثلث مجموع الأراضي الزراعية على كوكب الأرض أصبح بورًا من خلال عملية التدهور في الأربعين عام السابقة. الدول النامية أكثر عرضة للتصحر وتدهور الأراضي لأنهم يفتقرون إلى البنية التحتية ورأس المال للتعامل مع هذه التهديدات وتنفيذ إدارة الأراضي بطريقة مستدامة. تربة الأرض المتدهورة تربة قليلة المرونة والمحاصيل التي تنمو عليها تعطي إنتاجية أقل. يؤثر تدهور الأرض أيضًا على أمن الغذاء العالمي: يمكن أن يقل الإنتاج العالمي للطعام بنسبة 12% في ال 25 عام القادمين. سيؤدي ذلك إلى زيادة في متوسط أسعار الطعام بنسبة قد تصل إلى 30%. تشير التقديرات إلى أن التكلفة السنوية لتدهور الأراضي تصل إلى 3.4 تريليون يورو. يسبب تدهور الأراضي، المصحوب بالنمو السكاني والطلب الزائد لمنتجات بديلة لإدارة الأراضي مثل الوقود الحيوي، الفقر وعدم استقرارية الغذاء وانخفاض وفرة المياه النظيفة وزيادة الحساسية من التغير المناخي والظروف المناخية القاسية.
تغطي أنظمة بيئية مختلفة الأرض والتي يمكن تقديرهم لشمول كل الخدمات التي يقدموها للحياه على الأرض: الدعم والتنظيم والإمداد والخدمات الثقافية. قدرت خدمات هذه الأنظمة في 2011 بقيمة عالمية في حدود 125 تريليون دولار سنويًا. تلك القيمة تظهر انخفاض بنسبة 20.2 تريليون دولار سنويا منذ 1997 والمسبب من استخدام الأراضي وتغيرات الإدارة. طرق إدارة الأراضي المستدامة ليست مكلفة في حال تبنيها، ويمكن أن تحقق حتى 1.4 ترليون دولار من إنتاجية المحاصيل فقط إذا تم تبنيها بطريقة صحيحة.
الحصول على عالم خالي من تدهور الأراضي بحلول 2030 هو حاليا هدف معلن فمن ضمن أهداف الأمم المتحدة للتنمية المستدامة المبرمة مؤخرًا. حيث أن حيادية تدهور الأراضي موضح بصراحة في الهدف رقم 15.3 القابل للتطبيق عالميًا. تعترف قرارات مؤتمر الأمم المتحدة لمحاربة التصحر بصراحة أيضًا الحاجة إلى التقييمات الاقتصادية للتصحر وإدارة الأراضي باستدامة ومرونة المناطق الريفية. تتوافق مبادرة ELD  مع كل هذه الأهداف وتدعمها بكل مجهوداتها.

## التكوين والمؤسسات المشاركة
أُنشأت مؤسسة علمية لترويج قضايا الإدارة المستدامة للأراضي والأمن الغذائي وزيادة الوعي العام بأهمية التربة المنتجة في عام 2010. في أكتوبر 2011 تم التوقيع على مذكرة تفاهم بين الوزارة الألمانية الفدرالية للتعاون الاقتصادي والتطور والمفوضية الأوروبية واتفاقية مؤتمر الأمم المتحدة لمكافحة التصحر. بالإضافة إلى ذلك، تدعم خدمة كوريا للغابات مبادرة ELD كشريك سياسي.
وطدت مبادرة ELD شبكة علمية واسعة بما فيها برنامج CGIAR البحثي على أنظمة الأراضي الجافة و مؤسسة جامعة الأمم المتحدة للمياه والبيئة والصحة ومؤسسة ستوكهولهم للبيئة وبرنامج الأمم المتحدة الإنمائي وبرنامج الأمم المتحدة للبيئة والجامعة الوطنية الأسترالية وجامعة ليدز وجامعة وايومينغ و جامعة بيرن و مؤسسة بحث سياسة الغذاء العالمي والميكانيكية العالمية و الاتحاد الدولي للحفاظ على البيئة . تركز مبادرة ELD على التعاون مع القطاع الخاص، كواحد من المحركين الأساسيين لعملية تدهور الأراضي، من أجل مساعدة الشركات في تحديد فرص استثمار وحوافز ذات صلة بحفظ وإدارة التربة بطرق مستدامة.

## الرؤية
رؤية الشركاء لمبادرة ELD هي تحويل التفاهم العالمي لقيمة الأرض وخلق الوعي حول القضية الاقتصادية للإدارة المستدامة للأراضي والتي تمنع خسارة رأس المال الطبيعي وتؤمن المعيشة وتحافظ على خدمات النظام البيئي وتحارب التغير المناخي وتخاطب تأمين الغذاء والطاقة والمياه وتخلق إمكانية لاستخدام المعلومات الاقتصادية للإدارة المستدامة للأراضي.

## الهيكل
توجه أعضاء جماعة Steering وتنظم سكرتارية ELD مبادرة ELD لتصدر التقارير ودراسات الحالة ومردودات أخرى. تجمع شركاء المبادرة السياسيين والعلميين وشركاء القطاء الخاص هذه المردودات. سكرتارية ELD مسئولة عن تنظيم العمليات والاتصالات بداخل المبادرة. كما أنها تخدم كنقطة تواصل أولى لكل الشركاء المحتملين.
بالإضافة إلى أعضاء جماعة Steering، تحوي الELD خبراء كبار من مدرسة Crawford  للسياسة العامة بالجامعة الوطنية الأسترالية ومؤسسة ستوكهولهم للبيئة (مركز أفريقيا) وجامعة ليدز والمجموعة الاستشارية للبحث الزراعي العالمي (CGIAR (ICARDA وخدمة كوريا للغابات ومؤسسات عالمية مثل برنامج الأمم المتحدة الإنمائي وبرنامج الأمم المتحدة للبيئة والاتحاد الدولي للمجافظة على البيئة ومؤسسات أخرى.

## المردودات
نشرت مبادرة الـ ELD  «تقرير علمي انتقالي» في منتصف عام 2014. يناقش هذا التقرير المنهاج العام والطرق التي تعتبرها المبادرة ك«مهام العمل» والتي تخطط منهجية العمل لتقييم المخاطر. نشلرت المبادرة ثلاثة تقارير إضافية في 2015: أحدهم ملف  رئيسي بعنوان «قيمة الأرض»، بالإضافة إلى تقارير مفصلة لواضعين السياسات ومتخذي القرارات والقطاع الخاص. تمنح المبادرة أيضًا أنشطة بناء القدرات لمتخذي القرارات. فمثلًا، في سنة 2014، تم إهداء دورية تدريبية كمساق هائل مفتوح عبر الإنترنت (MOOC) في اقتصاديات تدهور الأراضي بالتعاون مع مؤسسة جامعة الأمم المتحدة للمياه والبيئة والصحة. كما وقعت دورة تدريبية ثانية كمساق هائل مفتوع عبر الإنترنت بعنوان «اختيارات ومسارات للعمل: مشاركة المساهمين» في الفترة بين 5 مايو حتى 27 يونيو، 2015.
أنتجت ELD توليفة أو ملف «رئيسي» في سبتمبر 2015 وهو "قيمة الأرض". يفصل هذا التقرير المرجعي القيمة النقدية للأرض والخطوات والطرق التي يمكن استخدامها لأداء التقييمات الاقتصادية بطريقة فعالة لقيم الأرض والأفعال التي يمكن اتخاذها للإدرة الناجحة واستخدامها بالتالي. بالإضافة إلى ذلك، هي تعطي سيناريوهات عالمية بمعلومات عن النظم البيئية الهامة والآثار المستقبلية الممكنة المبنية على ظروف اقتصادية ممكنة ومختلفة والتي تتحكم في إدارتها. تتحدد أهمية اشتراك المساهمين بأمثلة على مستوى الدولة. أُصدر التقرير في الاجتماع العام للأمم المتحدة السبعين ببروكسل. لمشاهدة الفيديو اضغط هنا.
أُصدر تقرير تبعي لواضعي السياسات ومتخدي القرارات بالتزامن في سبتمبر 2015، يحتوي على الأرشاد العملي والتوصيات لوضع السياسات في استخدام الأدوات الاقتصادية للإدارة المستدامة للأرض في سياق عملية تنفيذ أهداف التنمية المستدامة.

## الخدمات والمنتجات
يمكن تصنيف الخدمات التي تقدمها مبادرة ELD  إلى ثلاثة فئات: تحاور المساهمين وبناء القدرات والخبرة التقنية وتطوير الحلول. يمكن تحديد هذه الخدمات والمنتجات في النقاط التالية:
- طرق تقييم شاملة تساعد في اتخاذ القرارات في استثمارات استخدام الأرض والتخطيط.
- بناء القدرات لدى البلاد الأفريقية والآسيوية وبلاد أمريكا الوسطى وأمريكا اللاتينية لتقييم قيمة أراضيهم.
- توفير المتمرسين ومتخذي القرارات بالمهارات والأدوات اللازمة لصناعة قضية اقتصادية للإدارة المستدامة للأرض.
- إبلاغ القطاع الخاص بالفرص المتاحة للاستثمار في الإدارة المستدامة للأرض.
- إقامة دراسات الحالة على المناطق المحلية ذات كل المعلومات اللازمة حول قيمة الأرض والمساهمين المتعلقين وطرق إدارة الأرض بطريقة فعالة لاستخدامها بطريقة أكثر استدامة.

## التحرك إلى الأمام
بعد عرضها للتقارير الجوهرية، ستبدأ مبادرة ELD في مرحلته التنفيذية القادمة بالعمل على ثلاثة موضوعات مفتاحية معرفة كأهداف وهم تطوير القدرات ورفع التواصل والوعي وإدارة المعلومات. قد تطور وتناقش مشاركين شبكة ELD في نقاط القوى ونقاط الضعف والأعمال اللازمة للELD  للتحرك إلى الأمام في هذا الصدد.
لقد استلمت الELD عدد من الطلبات من الممثلين القوميين للدعم من خلال الدراسات الوطنية وأنشطة نشر الوعي تباعًا للعديد من العروض ذات المستوى العالي لتقارير المبادرة في غضون عام 2015. ستأتي مبادرة ELD لتحمل نتائج أعمالها العلمية وتنفيذ منهجية الـ ELD، في عدد من دراسات الحالة الإضافية المرتبطة بشكل وثيق بالحوارات بين متخذي القرارات ومديري الأراضي وفي نفس الوقت تشمل أنشطة بناء القدرات بالتعاون مع المشاركين المحليين.
في هذه المرحلة القادمة، تهدف الـ ELD لجعل اقتصاديات تدهور الأراضي جزء لا يتجزأ من الاستراتيجيات السياسية واتخاذ القرارات عن طريق زيادة الوعي السياسي والعام بشأن التكاليف وفوائد الإدارة المستدامة للنظم البيئية البرية ولزيادة إمكانية استخدام المعلومات الاقتصادية و المنهجية.

## المنشورات
- The Value of Land Français: Le valeur des terres
- Report for policy and decision makers Français: Rapport à l'intention des décideurs politiques
- The Economics of Land Degradation in Africa Français: L'économie de la dégradation des terres en Afrique
- Scientific Interim Report
- ELD Business Brief
- ELD Assessment
- ELD Practitioner's Guide 2015 Français: Guide du praticien
- (ELD Practitioner's Guide 2014 (Français) (русский) (Türkçe) (हिंदी
- ELD User guide Français : Guide d'utilisation
- ELD Initiative - Brochure Français: Une initiative mondiale pour la gestion durable des terres
- ELD Kenya Project Report
- ELD Case Study of Jordan
- ELD Case Study of Mali Français: Évaluation économique de l'agroforesterie et de la restauration des terres dans la foret du Kelka au Mali
- ELD Case Study of Sudan
- ELD Case Study of Ethiopia
- ELD Case Study of Botswana's Kalahari

## روابط خارجية
- الموقع الرسمي
- ELD على تويتر و اليوتيوب و الفيسبوك
- Key Topics of the UNCCD
- United Nations University Institute for Water, Environment and Health
- ELD Massive Open Online Courses
- Zentrum für Entwicklungsforschung